# Nematocryptus notialis
Nematocryptus notialis là một loài tò vò trong họ Ichneumonidae.